# Desulfonatronovibrio
Genre
Desulfonatronovibrio est un genre de bactéries de la famille des Desulfohalobiaceae.

## Liste des espèces
Selon LPSN (12 juillet 2024) :
- Desulfonatronovibrio halophilus Sorokin et al., 2012
- Desulfonatronovibrio hydrogenovorans Zhilina et al., 1997
- Desulfonatronovibrio magnus Sorokin et al., 2011
- Desulfonatronovibrio thiodismutans Sorokin et al., 2011

## Taxonomie
Le nom correct complet (avec auteur) de ce taxon est Desulfonatronovibrio Zhilina, Zavarzin, Rainey, Pikuta, Osipov & Kostrikina, 1997,.
L'espèce type est : Desulfonatronovibrio hydrogenovorans Zhilina et al. 1997.

### Étymologie
L'étymologie du nom de genre Desulfonatronovibrio est la suivante : L. prep. de, de ; L. neut. n. sulfur, soufre (S) ; N.L. pref. desulfo-, dénitrifiant (préfixe utilisé pour caractériser un procaryote réducteur de nitrate) (en termes de composés chimiques) ; N.L. neut. n. natron, soude, carbonate de sodium (arbitrairement dérivé du nominatif arabe natrun ou natron) ; N.L. neut. n. natronum, correspondant à la soude ; L. v. vibro, fait appel à la notion de tremblant, bouger de et vers, vibrant ; N.L. masc. n. vibrio, celui qui vibre, et aussi au nom de genre bactérien d'une bactérie possédant une forme de bâtonnet incurvé (Vibrio) ; N.L. masc. n. Desulfonatronovibrio, un vibrion réduisant le nitrate d'un environnement sulfuré.